# 北斗卫星导航试验系统
北斗卫星导航试验系统也被称作北斗一号，是北斗卫星导航系统较早投入使用的第一代试验用系统，使用的是有源定位，由三颗定位卫星（两颗工作卫星、一颗備份卫星）地面控制中心为主的地面部分以及用户终端三部分组成。北斗一号卫星导航定位系统可向用户提供全天候的即时定位服务。校准精度為20米，未校准精度100米。
该试验系统于1994年正式立项，2000年发射2颗卫星后即能够工作，2003年又发射了一颗备份卫星，试验系统完成组建，该系统服务范围为东经70°－140°，北纬5°－55°。
在最后一颗卫星的寿命到期后（2012年12月），系统已停止工作。

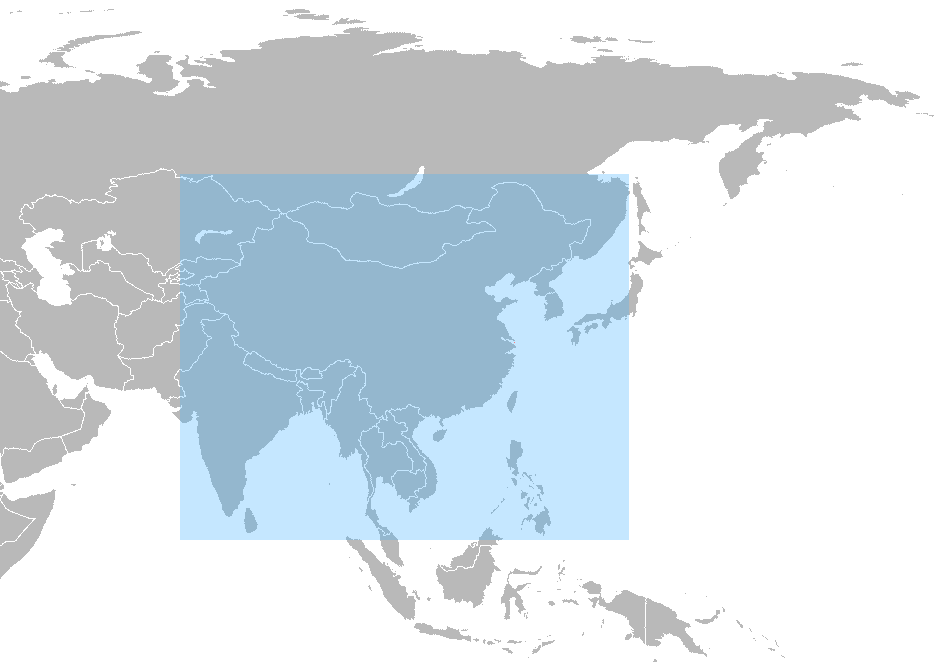
北斗卫星导航试验系统于2003年完全建成，蓝色区域为覆盖范围

## 系统组成
系统分为三个部分，分别为空间段、地面段、用户段：
- 空间段：由3颗地球静止轨道卫星组成，两颗工作卫星定位于东经80°和140°赤道上空，另有一颗位于东经110.5°的備份卫星，可在某工作卫星失效时予以接替。
- 地面段：由中心控制系统和标校系统组成。中心控制系统主要用于卫星轨道的确定、电离层校正、用户位置确定、用户短报文信息交换等。标校系统可提供距离观测量和校正参数。
- 用户段：用户的终端。

### 卫星
北斗一号導航定位衛星的發射時間分別為：
| 序号 | 卫星    | 发射日期       | 发射地点         | 火箭       | 轨道                                 | 使用状况         | 状态                     |
| ---- | ------- | -------------- | ---------------- | ---------- | ------------------------------------ | ---------------- | ------------------------ |
| 1    | 北斗-1A | 2000年10月31日 | 西昌卫星发射中心 | 长征三号甲 | 原地球静止轨道140°E，现已有改变      | 已停止工作       | 1A（页面存档备份，存于） |
| 2    | 北斗-1B | 2000年12月21日 | 西昌卫星发射中心 | 长征三号甲 | 原地球静止轨道80°E，现已有改变       | 已停止工作       | 1B（页面存档备份，存于） |
| 3    | 北斗-1C | 2003年5月25日  | 西昌卫星发射中心 | 长征三号甲 | 原地球静止轨道110.5°E，现已有改变    | 備份星，停止工作 | 1C（页面存档备份，存于） |
| 4    | 北斗-1D | 2007年2月3日   | 西昌卫星发射中心 | 长征三号甲 | 设计为地球静止轨道，但未正确进入轨道 | 失控，未曾工作   | 1D（页面存档备份，存于） |

## 工作原理
北斗一号卫星导航系统的工作过程是：首先由中心控制系统向卫星I和卫星II同时发送询问信号，经卫星转发器向服务区内的用户广播。用户响应其中一颗卫星的询问信号，并同时向两颗卫星发送响应信号，经卫星转发回中心控制系统。中心控制系统接收并解调用户发来的信号，然后根据用户的申请服务内容进行相应的数据处理。 对定位申请，中心控制系统测出两个时间延迟：即从中心控制系统发出询问信号，经某一颗卫星转发到达用户，用户发出定位响应信号，经同一颗卫星转发回中心控制系统的延迟；和从中心控制发出询问信号，经上述同一卫星到达用户，用户发出响应信号，经另一颗卫星转发回中心控制系统的延迟。由于中心控制系统和两颗卫星的位置均是已知的，因此由上面两个延迟量可以算出用户到第一颗卫星的距离，以及用户到两颗卫星距离之和，从而知道用户处于一个以第一颗卫星为球心的一个球面，和以两颗卫星为焦点的椭球面之间的交线上。另外中心控制系统从存储在计算机内的数字化地形图查寻到用户高程值，又可知道用户处于某一与地球基准椭球面平行的椭球面上。从而中心控制系统可最终计算出用户所在点的三维坐标，这个坐标经加密由出站信号发送给用户。

## 性能
由于是采用少量卫星实现的有源定位，该系统成本较低，但是系统在定位精度、用户容量、定位的频率次数、隐蔽性等方面均受到限制。另外该系统无测速功能，不能用于精确制导武器。
短报文通信：一次可传送120个汉字的訊息。
授时：精度20纳秒。
定位精度：水平精度100米（1σ），设立标校站之后为20米（类似差分状态）。
工作频率：2491.75兆赫。
系统容量：每小时540000户。

## 与GPS系统比较
- 覆盖范围：北斗导航系统是覆盖中国本土的区域导航系统。覆盖范围东经约70°-140°，北纬5°-55°。GPS是覆盖全球的全天候导航系统，能够确保地球上任何地点、任何时间能同时观测到6-9颗卫星（实际上最多能观测到11颗）。

- 卫星数量和轨道特性：北斗导航系统是在地球赤道平面上设置2颗地球同步卫星，卫星的赤道角距约60°。GPS是在6个轨道平面上设置24颗卫星，轨道赤道倾角55°，轨道面赤道角距60°。GPS导航卫星轨道为准同步轨道，绕地球一周11小时58分。

- 定位原理：北斗导航系统是主动式双向测距二维导航。地面中心控制系统解算，供用户三维定位数据。GPS是被动式伪码单向测距三维导航。由用户设备独立解算自己三维定位数据。“北斗一号”的这种工作原理带来两个方面的问题，一是用户定位的同时失去了无线电隐蔽性，这在军事上相当不利，另一方面由于设备必须包含发射机，因此在体积、重量上、价格和功耗方面处于不利的地位。

- 定位精度：北斗导航系统三维定位精度约几十米，授时精度约100ns。GPS三维定位精度P码目前己由16m提高到6m，C/A码目前已由25-100m提高到12m，授时精度目前约20ns。

- 用户容量：北斗导航系统由于是主动双向测距的询问——应答系统，用户设备与地球同步卫星之间不仅要接收地面中心控制系统的询问信号，还要求用户设备向同步卫星发射应答信号，这样，系统的用户容量取决于用户允许的信道阻塞率、询问信号速率和用户的响应频率。因此，北斗导航系统的用户设备容量是有限的。GPS 是单向测距系统，用户设备只要接收导航卫星发出的导航电文即可进行测距定位，因此GPS的用户设备容量是无限的。

- 生存能力：和所有导航定位卫星系统一样，“北斗一号”基于中心控制系统和卫星的工作，但是“北斗一号”对中心控制系统的依赖性明显要大很多，因为定位解算在那里而不是由用户设备完成的。为了弥补这种系统易损性，GPS已经在发展星际横向数据链技术，使万一主控站被毁后GPS卫星可以独立运行。而“北斗一号” 系统从原理上排除了这种可能性，一旦中心控制系统受损，系统就不能继续工作了。

- 实时性:“北斗一号”用户的定位申请要送回中心控制系统，中心控制系统解算出用户的三维位置数据之后再发回用户，其间要经过地球静止卫星走一个来回，再加上卫星转发和中心控制系统的处理，时间延迟就更长了。因此，对于高速运动体，其定位误差将加大。但“北斗一号”卫星导航系统还有一些其他的特点，比如其具备的短信通讯功能是GPS系统不能提供的。